# Kevin Marshall
Kevin Marshall (* 10. März 1989 in Boucherville, Québec) ist ein ehemaliger kanadischer Eishockeyspieler, der im Verlauf seiner aktiven Karriere zwischen 2005 und 2019 unter anderem über 400 Spiele in der American Hockey League (AHL) auf der Position des Verteidigers bestritten hat. Darüber hinaus absolvierte Marshall zehn Partien für die Philadelphia Flyers in der National Hockey League (NHL) und verbrachte zwei Spielzeiten bei der Düsseldorfer EG in der Deutschen Eishockey Liga (DEL).

## Karriere

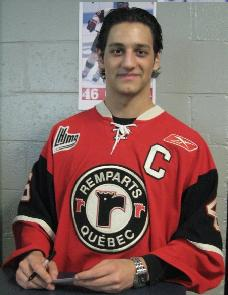
Marshall im Trikot der Remparts de Québec (2009)

Nachdem Marshall während seiner Juniorenzeit zwischen 2005 und 2009 bei den Lewiston MAINEiacs und Remparts de Québec in der Ligue de hockey junior majeur du Québec (LHJMQ) aktiv gewesen war, wurde er als 41. Spieler in der zweiten Runde des NHL Entry Draft 2007 durch die Philadelphia Flyers aus der National Hockey League (NHL) ausgewählt. In 303 LHJMQ-Partien erzielte er dabei 137 Scorerpunkte. Zudem gewann Marshall mit den MAINEiacs im Jahr 2007 die Meisterschaft der Liga in Form der Coupe du Président, was zugleich die Teilnahme für den traditionsreichen Memorial Cup bedeutete.
Der Verteidiger startete seine professionelle Karriere im Sommer 2009 bei den Adirondack Phantoms in der American Hockey League (AHL), dem Farmteam der Philadelphia Flyers. Er verbrachte die meiste Zeit der folgenden drei Spielzeiten bei den Adirondack Phantoms. Sein NHL-Debüt gab Marshall am 21. November 2011 gegen die Carolina Hurricanes und spielte zunächst zehn Spiele für die Philadelphia Flyers, bevor er wieder zurück zu den Adirondack Phantoms geschickt wurde. Am 2. Februar 2012 wurde Marshall gegen Matthew Ford von den Washington Capitals eingetauscht. Während der nachfolgenden Saison 2012/13, am 14. März 2013, wurde Marshall von den Washington Capitals gegen Nicolas Deschamps zu den Toronto Maple Leafs eingetauscht.
In der Folge wechselte er im Sommer 2015 nach Schweden, wo er bis zum Herbst 2017 für den Rögle BK in der Svenska Hockeyligan (SHL) und IK Oskarshamn in der HockeyAllsvenskan auflief. Am 10. November 2017 verpflichtete die Düsseldorfer EG aus der Deutschen Eishockey Liga (DEL) Kevin Marshall aufgrund einer internen Verletzungsserie der eigenen Defensive. Der Kanadier erhielt zunächst einen Vertrag bis zum Ende der Saison 2017/18. Am Ende der Saison 2018/19 und 84 DEL-Partien für die DEG beendete der 30-Jährige im April 2019 seine aktive Karriere.

### International
Für seine Heimatprovinz spielte Marshall bei der World U-17 Hockey Challenge 2006 für das Team Canada Québec. Mit der Mannschaft gewann er die Goldmedaille, wozu er in sechs Turniereinsätzen drei Scorerpunkte beisteuerte.

## Erfolge und Auszeichnungen
- 2006 Goldmedaille bei der World U-17 Hockey Challenge
- 2007 Coupe-du-Président-Gewinn mit den Lewiston MAINEiacs
- 2008 LHJMQ Second All-Star Team

## Karrierestatistik

### International
Vertrat Kanada bei:
- World U-17 Hockey Challenge 2006

(Legende zur Spielerstatistik: Sp oder GP = absolvierte Spiele; T oder G = erzielte Tore; V oder A = erzielte Assists; Pkt oder Pts = erzielte Scorerpunkte; SM oder PIM = erhaltene Strafminuten; +/− = Plus/Minus-Bilanz; PP = erzielte Überzahltore; SH = erzielte Unterzahltore; GW = erzielte Siegtore; 1 Play-downs/Relegation; Kursiv: Statistik nicht vollständig)